# Isola di Sodor

La bandiera dell'isola di Sodor, come raffigurata in Il trenino Thomas - La grande corsa

L'isola di Sodor è un'isola fittizia del Regno Unito, situata tra il Lake District e l'Isola di Man, creata dal reverendo Wilbert Awdry. È il luogo dove sono ambientati i libri The Railway Series, la serie Il trenino Thomas e il suo reboot Il trenino Thomas - Grandi avventure insieme.

## Ispirazione e creazione
Il reverendo Awdry voleva un'ambientazione fissa per i suoi libri, The Railway Series: la voleva ubicata nel Regno Unito, ma isolata sufficientemente dalle British Railways per permettergli di scrivere ciò che voleva sulle ferrovie. Per il nome dell'isola si ispirò a una visita all'isola di Man nel 1950, la cui diocesi è la diocesi di Sodor e Man. Awdry, essendo un religioso della Chiesa d'Inghilterra, noto che esisteva un'isola di Man ma non un'isola di Sodor. Perciò, decise di creare un'isola di Sodor come ambientazione per i suoi libri. Sodor sarebbe dovuta essere ubicata tra l'Inghilterra e l'isola di Man, abbastanza lontana dal sistema ferroviario britannico ma non troppo lontana dal Regno Unito, in quanto i lettori avrebbero dovuto immaginarla facilmente.
Awdry, con l'aiuto del fratello minore George, iniziarono a lavorare alla creazione della storia, la geografia e le ferrovie dell'isola di Sodor, ma anche un suo linguaggio, il sudric. L'ispirazione per creare diversi luoghi proveniva da diverse fonti: Dryaw, ad esempio, è l'anagramma del cognome del reverendo; oppure Elsbridge, che prendeva il nome dalla parrocchia dove Wilbert era reverendo, ovvero Elsworth, nel Cambridgeshire. Alcuni toponimi erano traduzioni in sudric di parole gallesi. I due fratelli riuscirono a creare un'immensità di informazioni sull'isola di Sodor, che però non vennero utilizzate interamente nei libri. Queste informazioni vennero utilizzate nei libri The Island of Sodor: Its People, History and Railways del 1987, scritto da Wilbert e George Awdry, e in Sodor: Reading Between the Lines, scritto da Christopher Awdry nel 2005.

## Lingua
La lingua nativa dell'isola di Sodor è il sudric, una lingua goidelica simile alla lingua mannese. Molti nomi in sudric dei luoghi sull'isola sono basati su parole in mannese, ma spesso rese conformi agli standard di scrittura inglesi. I nomi di alcune figure storiche dell'isola, menzionati in The Island of Sodor: Its People, History and Railways, erano ispirati da località sull'isola di Man, per esempio Sir Crosby Marown (Crosby è un villaggio situato nella parrocchia di Marown) o Harold Regaby (Regaby è un piccolo villaggio ubicato sul confine tra le parrocchie di Andreas e Bride). Qui sotto sono elencati alcuni vocaboli e frasi in sudric con una traduzione in italiano.
| Sudric            | Traduzione letterale            |
| ----------------- | ------------------------------- |
| Nagh Beurla       | Non parlo inglese               |
| Keeill-y-Deighan  | Chiesa del Diavolo              |
| Cronk-ny-Braaid   | Collina nella valle             |
| Ballahoo          | La fattoria sul fiume Hoo       |
| Traugh            | Spiaggia sabbiosa               |
| Gob-y-Deighan     | Bocca del diavolo               |
| Wick              | Ruscello                        |
| Gleih             | Blu                             |
| Knock             | Collina                         |
| Rheneas           | Cascata divisa                  |
| Scaca             | Collina boscosa                 |
| Skarloey          | Lago nel bosco                  |
| Hawin             | Fiume                           |
| Faarkey           | Mare                            |
| Sudragh           | Sodor                           |
| Crosh             | Croce                           |
| Bry               | Fattoria                        |
| Cros-ny-Cuirn     | Guado del frassino di montagna  |
| Faarkey-y-Sudragh | Mare di Sodor                   |
| Culdee            | Compagno di Dio                 |
| Loey              | Lago                            |
| Dreeym-y-Deighan  | Schiena del diavolo             |
| Deighan           | Diavolo                         |
| Kirk Machan       | Chiesa di Machan                |
| Culdee Fell       | La montagna del compagno di Dio |
| Fell              | Montagna                        |
| Shane Dooiney     | Il vecchio uomo                 |
| Shen Venn         | La vecchia donna                |
| Glennock          | Collina blu                     |
| Peel Godred       | Forte di Godred                 |

## Geografia

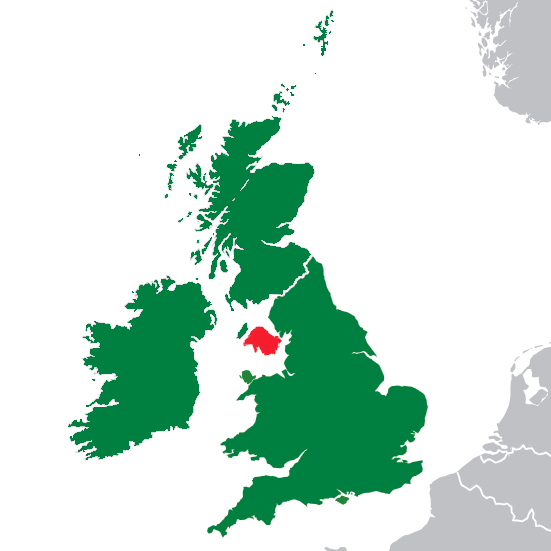
L'isola di Sodor (in rosso) insieme alle Isole britanniche

L'isola di Sodor è rappresentata solitamente come più grande dell'isola di Man. L'isola ha una forma simile a quella di un rombo, è larga 100 km e lunga 82 km. La costa nordoccidentale è separata dall'isola di Man grazie ad uno stretto, il Mare di Sodor (Faarkey-y-Sudragh), largo circa 6 km. A nord-est, rimpiazza e sovrappone l'isola di Walney. La montagna più alta dell'isola è la Culdee Fell, ispirata al monte Snowdon, in Galles. Sulla Culdee Fell si trova una ferrovia a cremagliera, la Culdee Fell Railway, basata sulla Snowdon Mountain Railway.
La capitale dell'isola è la città di Suddery. Tidmouth, invece, è la città più grande dell'isola. Una delle città più famose dell'isola è Ffarquhar, il capolinea della linea secondaria di Thomas.

## Le ferrovie
Sull'isola di Sodor si possono trovare numerose ferrovie, ovvero una ferrovia a scartamento normale e tre a scartamento ridotto.
La ferrovia principale, ovvero la ferrovia a scartamento normale, la North Western Railway (NWR) è costituita da una linea principale e diverse linee secondarie. Le linee sono collegate e interoperabili tra loro e con la rete ferroviaria continentale, in modo che le locomotive possano raggiungere località in Gran Bretagna senza difficoltà: infatti, come si può vedere nella storia Gordon Goes Foreign, nel libro The Eight Famous Engines, Gordon va a Londra insieme al Wild Nor' Wester, il treno espresso dell'isola. Inoltre, nello stesso libro, nella storia The Fat Controller's Engines, otto locomotive della North Western Railway vanno a Londra.
Inoltre, ci sono tre ferrovie a scartamento ridotto sull'isola: la Skarloey Railway, la Culdee Fell Railway, che è una ferrovia a cremagliera, e la Arlesdale Railway. La Arlesdale Railway si trova sulla costa occidentale dell'isola. È una ferrovia a scartamento ridotto da 381 mm. La ferrovia va da Arlesburgh ad Arlesdale. È basata sulla Ravenglass & Eskdale Railway, nella Cumbria. Nella zona centrale dell'isola, è situata la Culdee Fell Railway, che va da Kirk Machan alla cima della Culdee Fell. Nella parte orientale dell'isola si trova la Skarloey Railway, che va da Crovan's Gate a Skarloey, che dà il nome alla ferrovia. È basata sulla Talyllyn Railway, nel Galles. Ogni ferrovia a scartamento ridotto ha una stazione di interscambio:
- nella Skarloey Railway è la stazione di Crovan's Gate;
- nella Culdee Fell Railway è la stazione di Kirk Machan;
- nella Arlesdale Railway è la stazione di Arlesburgh West.

### Descrizione delle linee
- La North Western Railway (NWR) è la ferrovia principale dell'isola. Controlla la linea ferroviaria principale, ed è spesso chiamata la "ferrovia di Pallone Gonfiato", o successivamente la "ferrovia di Sir Topham Hatt".
  - La linea principale, va da Tidmouth a Barrow-in-Furness, in Inghilterra.[9] Per raggiungere la terraferma attraversa il ponte di Vicarstown, costruito nel 1915[10], che collega Vicarstown a Barrow-in-Furness. Il treno principale che utilizza la linea è il treno espresso, il Wild Nor' Wester, ma viene utilizzata anche da treni merci o treni passeggeri locali.
  - La linea secondaria di Ffarquhar, o linea secondaria di Thomas, va da Ffarquhar a Knapford. Sulla linea opera principalmente Thomas, ma a volte ci lavora anche l'automotrice Daisy.[11]
  - La linea secondaria di Brendam, va da Brendam a Wellsworth. Vicino a Brendam si trovano le cave di caolino[12], che generano un notevole traffico merci. Sulla linea lavorano Edward e BoCo. Ci sono anche servizi passeggeri sulla linea.[13]
  - La Little Western[nota 5], è una linea costiera che va da Tidmouth ad Arlesburgh, anche se ci fu un piano per estendere la linea fino ad Harwick; nella serie, nel film Sodor e il tesoro dei pirati, un'estensione fino ad Harwick viene realizzata, ed è operata da Ryan e Daisy.[14] Nonostante essa sia collegata alla Little Western, la linea secondaria rimane separata. Sulla linea operano Duck e Oliver, due locomotive della Great Western Railway, da qui il nome Little Western. [15]
  - La linea secondaria di Peel Godred[nota 6], va da Peel Godred a Killdane.[16] Sulla linea otto treni passeggeri sono in servizio ogni giorno, quattro dei quali arrivano a Cronk, con uno scambio alla stazione di Killdane.[16] La linea viene utilizzata anche dalle fonderie di Peel Godred e deve gestire un intenso traffico merci di bauxite e prodotti in alluminio.[16]
- La Skarloey Railway[nota 7], una ferrovia a scartamento ridotto situata sulla parte orientale dell'isola di Sodor. Parte a Crovan's Gate, dove si incontra con la North Western Railway[nota 8], fino a Skarloey[17], che dà il nome alla ferrovia.[18]
- La Arlesdale Railway[nota 9], è una ferrovia particolare, in quanto ha uno scartamento di 15 pollici (381 mm). Venne fatta costruire da Sir Topham Hatt per diminuire le congestioni ai porti di Tidmouth e Knapford, perché stavano iniziando a preoccuparlo seriamente.[19]
- La Culdee Fell Railway, una ferrovia a cremagliera a scartamento ridotto situata nelle montagne nella parte centrale dell'isola. Va da Culdee Fell a Kirk Machan[20], dove si collega con la North Western Railway.
- La Mid Sodor Railway[nota 10], una ferrovia a scartamento ridotto chiusa nel 1947.[21] Parte della ferrovia è stata acquistata dalla Arlesdale Railway.[22]

### Annotazioni
1. ↑  L'isola verrà nominata nei libri solo nel 1958, in quanto Awdry non aveva ancora creato un'ambientazione per le sue storie.
2. ↑  Nel libro The Island of Sodor: Its People, History and Railways del 1987, Awdry spiega che l'isola di Sodor era politicamente parte del Regno Unito. Mentre l'isola di Man aveva mantenuto l'home rule, dal XV secolo l'isola era stata annessa al Ducato di Lancaster, e quindi ha entrato a far parte dell'Inghilterra, pur mantenendo una maggiore autonomia.
3. ↑  Sodor è un'anglicizzazione del nome norreno per le isole Ebridi, Suðreyjar (isole meridionali). Le Ebridi erano parte della Diocesi di Sodor e Man fino al XIV secolo, quando le due parti della diocesi furono separate.
4. ↑  Il termine Wild Nor' Wester è utilizzato solo nei libri, e nella serie televisiva è semplicemente chiamato treno espresso.
5. ↑  Nella serie è chiamata la linea secondaria di Duck.
6. ↑  Nella serie Il trenino Thomas non è mai chiamata per nome.
7. ↑  Nella serie non viene mai chiamata per nome.
8. ↑  Come si vede nell'episodio Peter Sam e la ristoratrice, alla stazione di Crovan's Gate ci sono delle coincidenze obbligatorie tra le locomotive delle due ferrovie.
9. ↑  Nella serie, nel doppiaggio originale, la ferrovia è spesso soprannominata The small railway. In Italia è chiamata la ferrovia in miniatura.
10. ↑  Nella serie televisiva non viene mai chiamata per nome.

### Fonti
1. ↑  (EN) Brian Sibley, The Thomas The Tank Engine Man, 1995,  p. 168, ISBN 978-0434969098.
2. ↑  (EN) Brian Sibley, The Thomas The Tank Engine Man, 1995,  p. 154, ISBN 978-0434969098.
3. 1 2  Awdry 1987, p.5
4. ↑  Awdry 1987, p.27
5. ↑  (EN) Tidmouth (RWS), su Thomas the Tank Engine Wiki. URL consultato il 16 maggio 2025.
6. 1 2  (EN) Wilbert Awdry, The Eight Famous Engines, 3ª ed., Egmont Publishing, 2015  [1957], ISBN 978-0434804610.
7. ↑  (EN) Arlesdale Railway (RWS), su Thomas the Tank Engine Wiki. URL consultato il 16 maggio 2025.
8. ↑  Awdry 1987, pp. 49 e 64
9. ↑  Awdry 1987, pp.9 e 19
10. ↑  Awdry 1987, p.9
11. ↑  Awdry 1987, p.126
12. ↑  Awdry 1987, p.28
13. ↑  Awdry 1987, pp. 26–27
14. ↑  Il trenino Thomas, ep. 20x07.
15. ↑  Awdry 1987, p.41
16. 1 2 3  Awdry 1987, p.23
17. ↑  Awdry 1987, pp. 49 e 62
18. ↑  Awdry 1987, p.47
19. ↑  Awdry 1987, p.84
20. ↑  (EN) Culdee Fell Railway (RWS), su Thomas the Tank Engine Wiki. URL consultato il 19 maggio 2025.
21. ↑  Awdry 1987, p.82
22. ↑   The Mid Sodor Railway, su web.archive.org, 5 febbraio 2016. URL consultato il 19 maggio 2025 (archiviato dall'url originale il 5 febbraio 2016).